# East Brother Light Station
Koordinaten: 37° 57′ 48″ N, 122° 26′ 1″ W

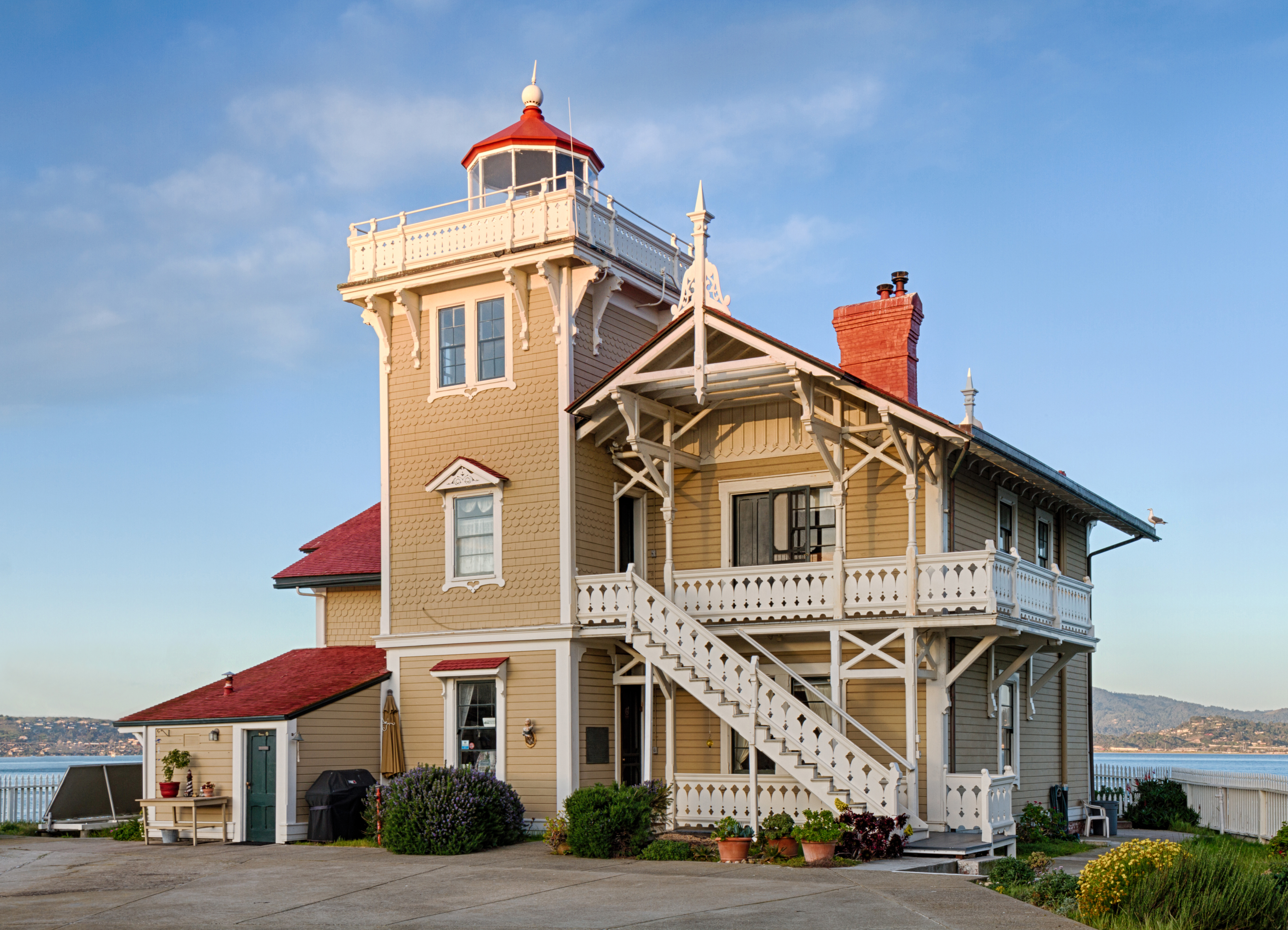
East Brother Light Station, 2013

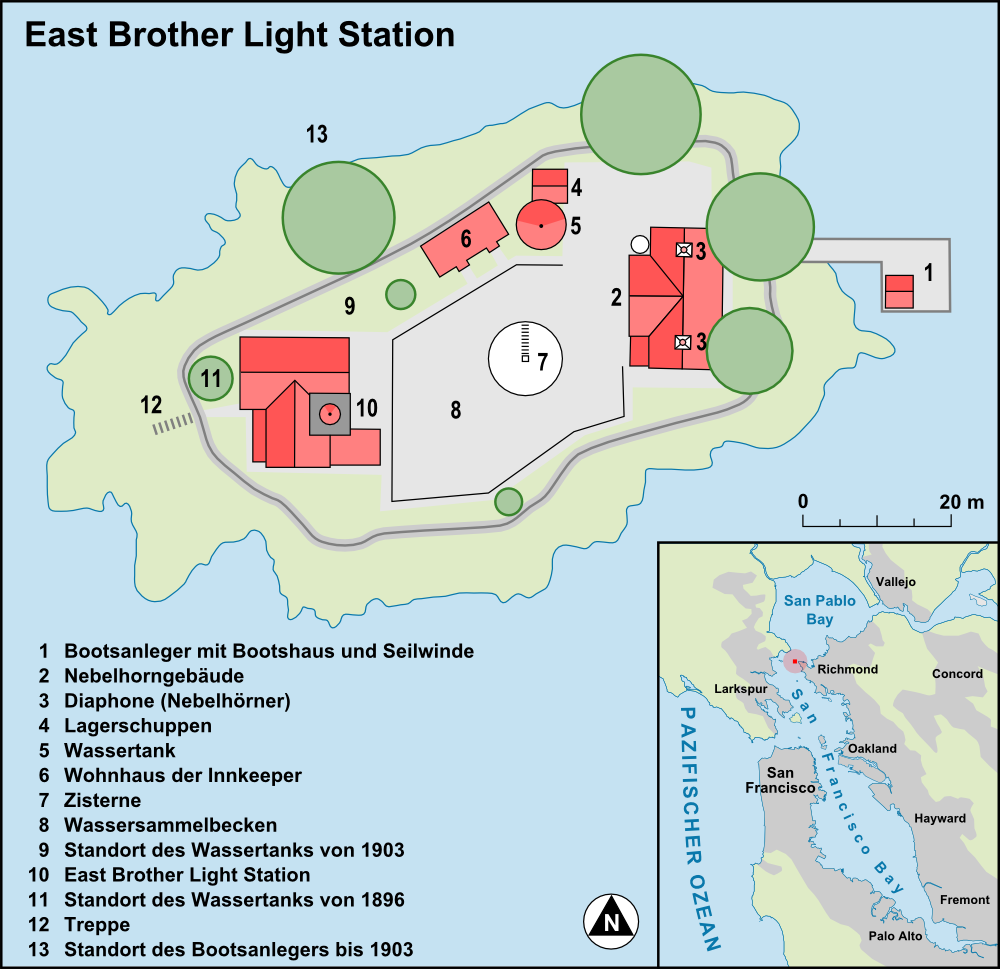
Lage- und Übersichtskarte der Insel East Brother

Die East Brother Light Station ist eine im Jahr 1874 in Betrieb genommene kalifornische Leuchtturmanlage auf der gleichnamigen, nur rund 3500 Quadratmeter großen Insel nahe Point San Pablo bei Richmond. Die East Brother Light Station markiert den Übergang von der Bucht von San Pablo zur Bucht von San Francisco und gehört heute zu den am besten erhaltenen Leuchtturmanlagen an der kalifornischen Pazifikküste.
Ursprünglich war die Errichtung des Leuchtturms auf dem Festland vorgesehen; durch den Widerstand der Grundbesitzer wurde die Anlage dann aber schließlich ab 1873 auf East Brother Island gebaut. Hierzu wurde der obere Teil der kleinen Insel weggesprengt, um einige Gebäude zu errichten, von denen der Leuchtturm und das Nebelhorngebäude die eigentliche Signalfunktion sicherstellten. Für den Betrieb des Nebelhorns und die Versorgung der Leuchtturmwärter wurde eine Regenwassersammelanlage mit  Zisterne und Wassertanks gebaut.
Den Betrieb der East Brother Light Station übernahmen bis 1942 zivile, dem Lighthouse Board (bzw. ihrer Nachfolgeinstitution Bureau of Lighthouses) unterstehende Leuchtturmwärter, die mit ihren Familien dauerhaft auf der Insel wohnten. 1939 ging die Aufsicht über die Anlage auf die United States Coast Guard über. Diese automatisierte den Signalbetrieb im Jahr 1969.
Im Jahr 1971 wurde die Anlage mit ihrem im viktorianischen Stil gebauten Leuchtturm in das National Register of Historic Places aufgenommen und zwischen 1979 und 1980 von Freiwilligen restauriert. Seitdem wird der Leuchtturm mit umliegenden Gebäuden als Bed and Breakfast genutzt. 

## Lage und Bedeutung für die Schifffahrt

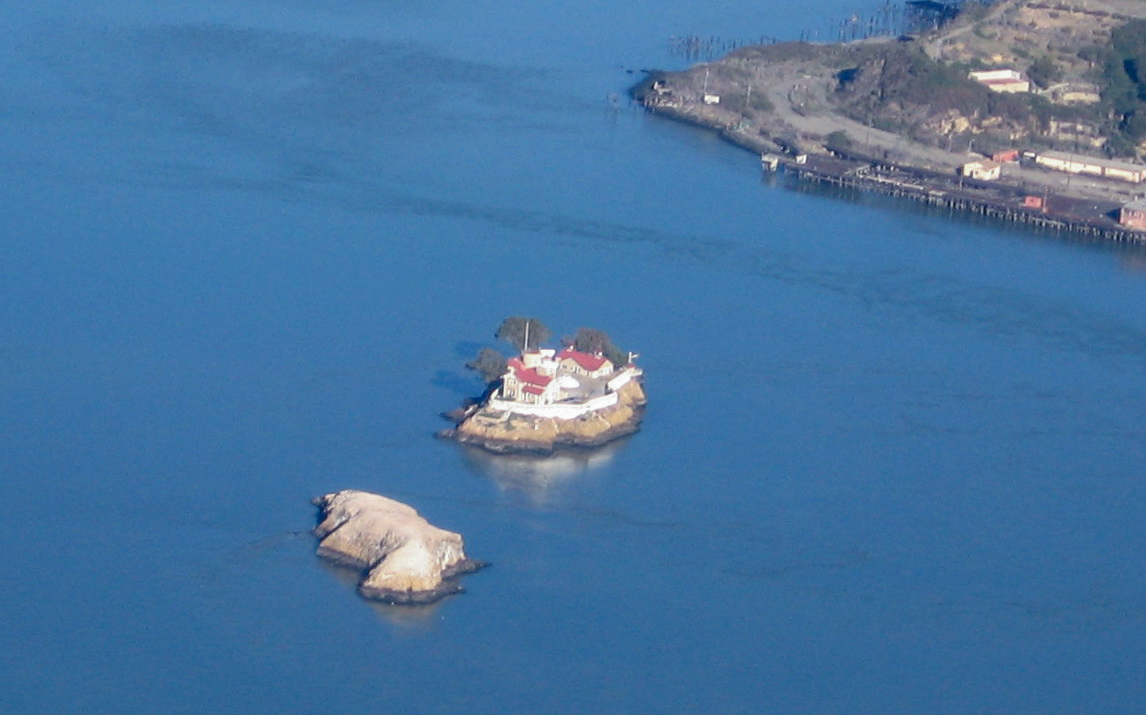
Luftbild der beiden Inseln West Brother (vorne) und East Brother. Am rechten oberen Bildrand Point San Pablo.

Die East Brother Light Station liegt auf einer von zwei kleinen Inseln auf der östlichen Seite der Straße von San Pablo, einer Meerenge zwischen der Bucht von San Pablo und der Bucht von San Francisco. Die Insel liegt eine viertel Meile vom Land entfernt und umfasst lediglich eine Fläche von einem dreiviertel Acre, was weniger als einem Drittel Hektar entspricht. Nur einen Steinwurf von East Brother entfernt liegt die ebenfalls winzige Insel West Brother, die bis heute unbewohnt ist.
Die Straße von San Pablo verbindet die Golden Gate und Häfen wie San Francisco mit den weiter landeinwärts liegenden Häfen wie Stockton oder Sacramento und stellte deshalb – insbesondere in den 1850er und 1860er Jahren – eine wichtige Route für den Schiffsverkehr dar. Während des Kalifornischen Goldrausches war diese Route stark frequentiert, denn sie verband über die in die Bucht von San Pablo fließenden Flüsse Sacramento River und San Joaquin River die Sierra Nevada mit San Francisco. Auf diese Weise passierten täglich zahlreiche Post-, Passagier- und Frachtschiffe die Meerenge.
Auch alle seit 1854 auf dem Mare Island Naval Shipyard gebauten Kriegsschiffe mussten die Meerenge passieren. Aus diesem Grund kam der Sicherheit des Schiffsverkehrs in der Straße von San Pablo von der zweiten Hälfte des 19. Jahrhunderts an erhöhte Bedeutung zu. Schiffe, die nachts oder im häufig an der Pazifikküste vorkommenden Nebel vom Kurs abkamen, gerieten ohne einen Leuchtturm schnell in Gefahr, auf eine der felsigen Inseln am Rande der Meerenge oder auf Grund zu laufen.

## Geschichte

### Von den ersten Plänen bis zum Baubeginn

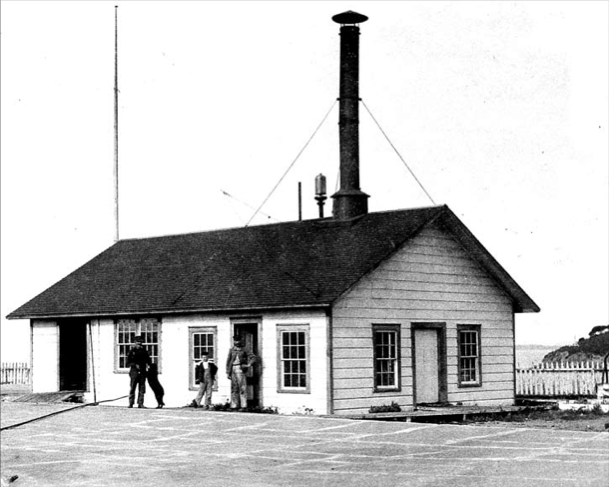
Das Nebelhorngebäude um 1900. Links neben dem Schornstein der Dampfmaschine ist das dampfbetriebene Nebelhorn zu erkennen.

Mit der starken Zunahme des Schiffsverkehrs in der Straße von San Pablo in den 1850er und 1860er Jahren wuchs auch das Bedürfnis, die Durchquerung der Meerenge für Schiffe sicherer zu gestalten. Bereits 1851 wurde deshalb rund anderthalb Meilen südwestlich von West und East Brother eine erste Boje angebracht. Obwohl bis in die frühen 1870er Jahre weitere Bojen installiert wurden, reichten diese Markierungen für die Orientierung der Schiffskapitäne – insbesondere nachts oder bei schlechter Sicht durch Nebel – nicht aus. Aus diesem Grunde stellte der Kongress der Vereinigten Staaten im März 1871 eine Summe von 20.000 Dollar für den Bau eines Leuchtturms mit angeschlossenem Nebelhorn zur Verfügung.
Der Bau des Leuchtturms war zunächst auf dem Festland nahe Point San Pablo geplant. Durch den Widerstand der privaten Landeigner verzögerte sich der Baubeginn jedoch um mehrere Jahre. Im Januar 1873 reichte eine Gruppe von Kapitänen schließlich eine Petition beim Leuchtturminspektor in San Francisco ein, in der sie ihre Bedürfnisse bekräftigten und die im Staatsbesitz befindliche Insel East Brother als Standort für den neuen Leuchtturm vorschlugen.
Die beiden Inseln West und East Brother waren unter Präsident Andrew Johnson in Staatsbesitz übergegangen und zunächst für den Bau von Geschützstellungen zur Verteidigung der Werft von Mare Island vorgesehen gewesen. Beide eigneten sich nur bedingt für die Errichtung eines Leuchtturms, da das für die Verpflegung der Leuchtturmwärter und den Betrieb des dampfbetriebenen Nebelhorns nötige Süßwasser fehlte. Trotz dieser Einschränkungen bewilligte der Kongress im März 1873 schließlich eine weitere Summe von 30.000 Dollar für den Bau auf East Brother, der Ende Juli begann.

### Vom Bau bis zur Inbetriebnahme

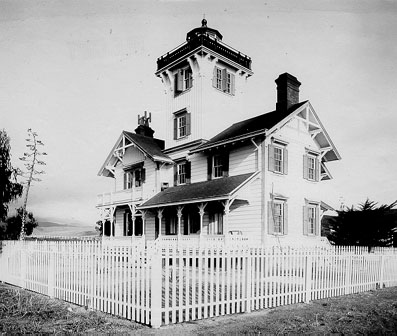
Das ebenfalls im viktorianischen Stil gehaltene Leuchtturmgebäude von Point Fermin Light wurde nach nur leicht abgewandelten Plänen gebaut.

Den Bau des Leuchtturms übernahm die Firma Monroe and Burns aus San Francisco. Diese sprengte zunächst die oberste Schicht Sandstein auf East Brother, um einen ebenen Untergrund zu schaffen. Ein Teil der bei der Sprengung entstandenen Sandsteinblöcke wurde dazu verwendet, die kleine Insel mit einer rundumlaufenden Mauer zu versehen. Im Herbst 1873 standen das Fundament des Leuchtturmgebäudes und die ersten Wände.
Das Gebäude wurde im viktorianischen Stil errichtet, der auch bei kleinen Landhäusern entlang der Küste von Kalifornien in jener Zeit weit verbreitet war. Mit seinem farblich abgesetzten Beschlagwerk und den mit verzierten Geländern eingefassten Treppen und Veranden passte es sich gut an den vorherrschenden Architekturstil seiner Umgebung an. Die beim Bau von East Brother Light verwendeten Pläne wurden – mit kleineren Änderungen – auch zum Bau der Leuchttürme von Point Fermin, Point Hueneme und Mare Island in Kalifornien sowie von Point Adams in Oregon verwendet. Von diesen ist neben der East Brother Light Station heute nur noch der bei Los Angeles gelegene Leuchtturm von Point Fermin erhalten.
Das Leuchtturmhaus von East Brother ist aus Holz gebaut, weist aber die Besonderheit auf, dass der Zwischenraum zwischen Innen- und Außenwand mit Ziegeln verfüllt ist. Frank Perry vermutet, dass dies entweder aus Gründen der Stabilität geschah, zur Isolation gegen Wind und Regen oder aber zur Geräuschdämmung gegen das laute Signal des Nebelhorns.
Nach der Fertigstellung des eigentlichen Leuchtturms kamen eine Zisterne, ein Wassertank, das Nebelhorngebäude, eine Bootsanlegestelle und weitere kleinere Gebäude hinzu. Im Februar 1874 wurden Leuchtturmwärter angestellt und in einer Bekanntmachung unter dem Titel „Notice to Mariners“ auf die bevorstehende Inbetriebnahme hingewiesen. Kurz darauf, am 1. März 1874, ging der Leuchtturm in Betrieb und zwei Monate später – nachdem ausreichend Wasser angeliefert worden war – auch das Nebelhorn.

### Betrieb des Leuchtturms im späten 19. Jahrhundert

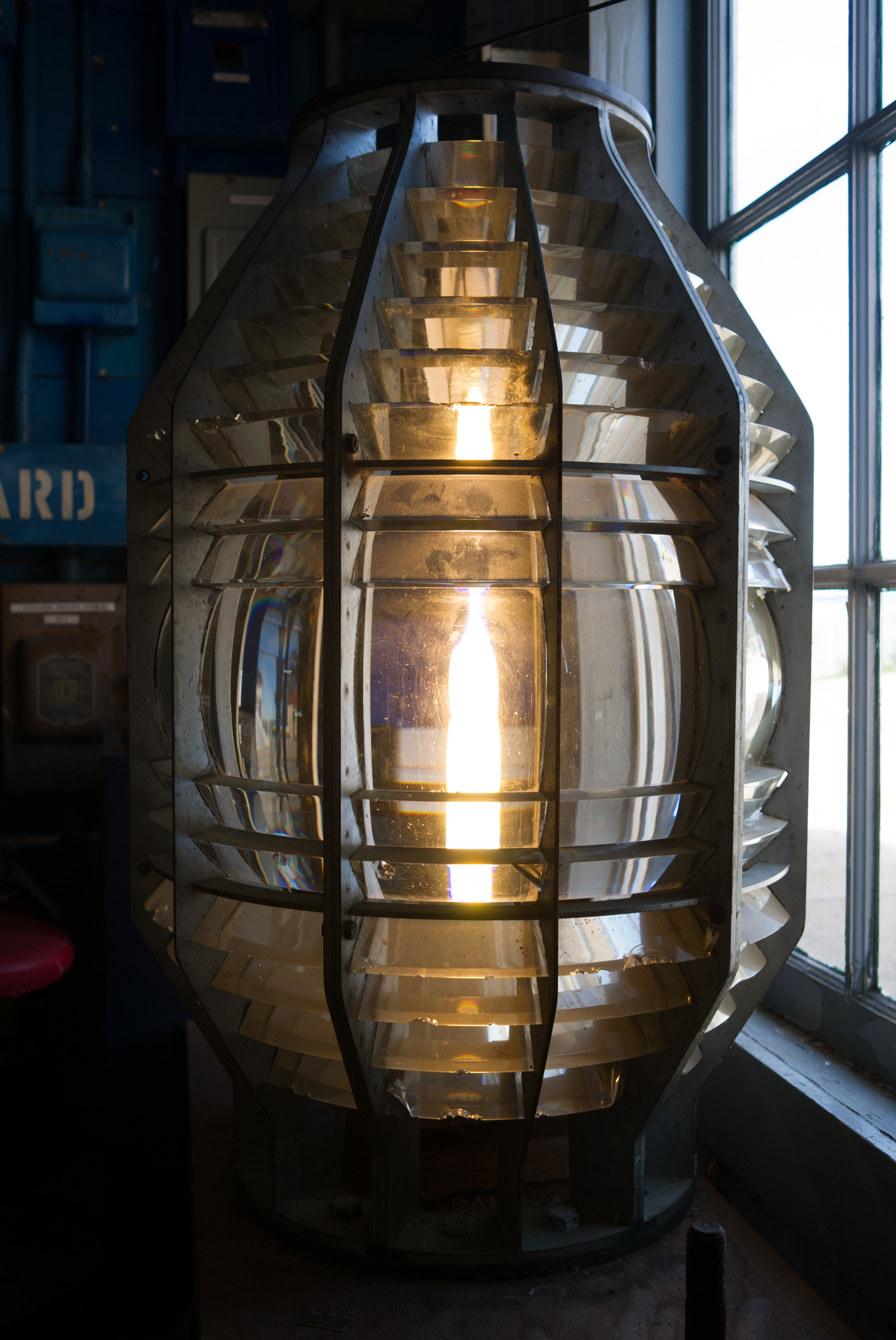
Fresnel-Linse vierter Ordnung, baugleich mit der im San-Francisco-Erdbeben von 1906 zerstörten Linse.
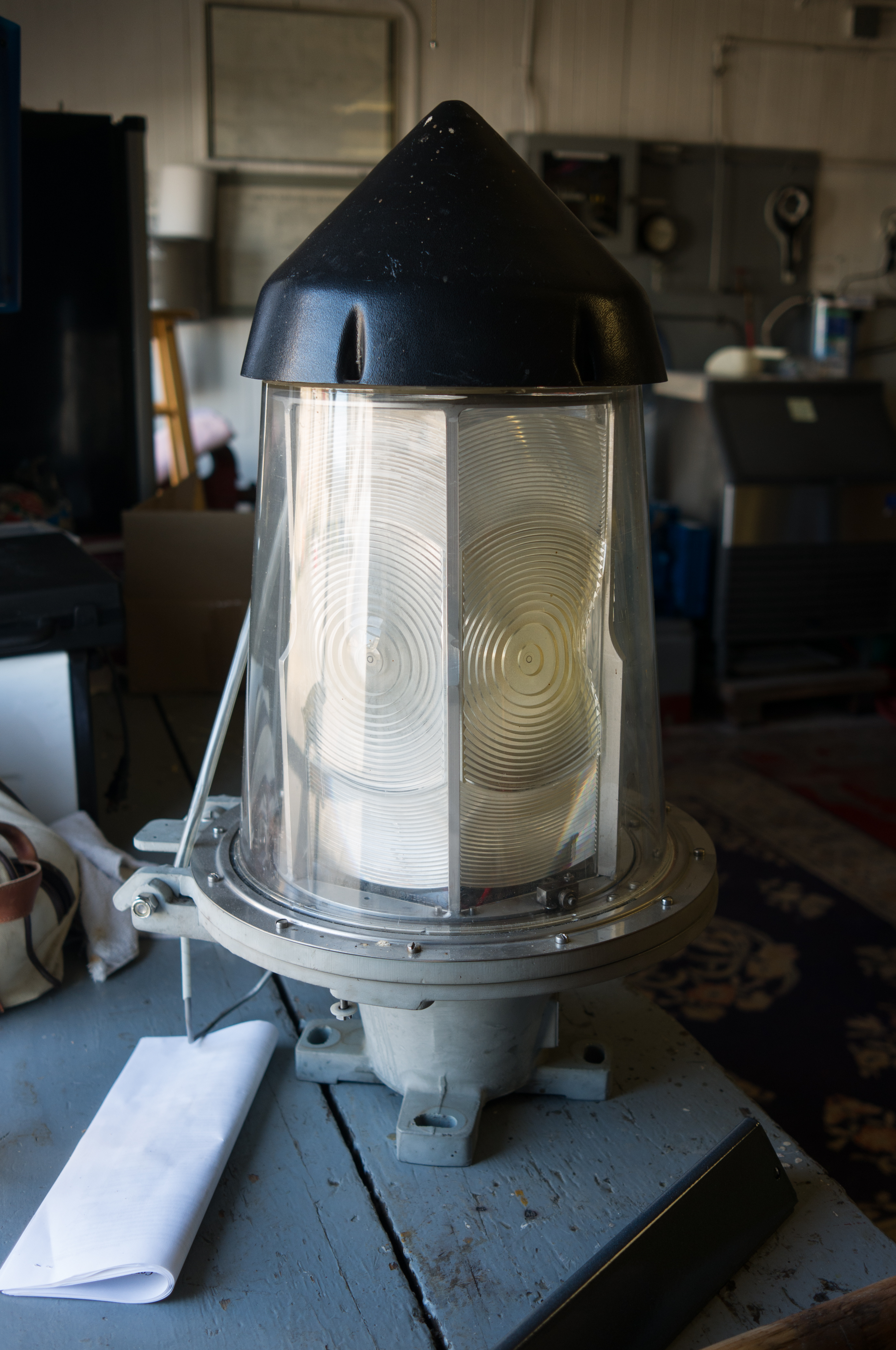
Diese elektrifizierte Linse löste die frühere Fresnel-Linse ab.
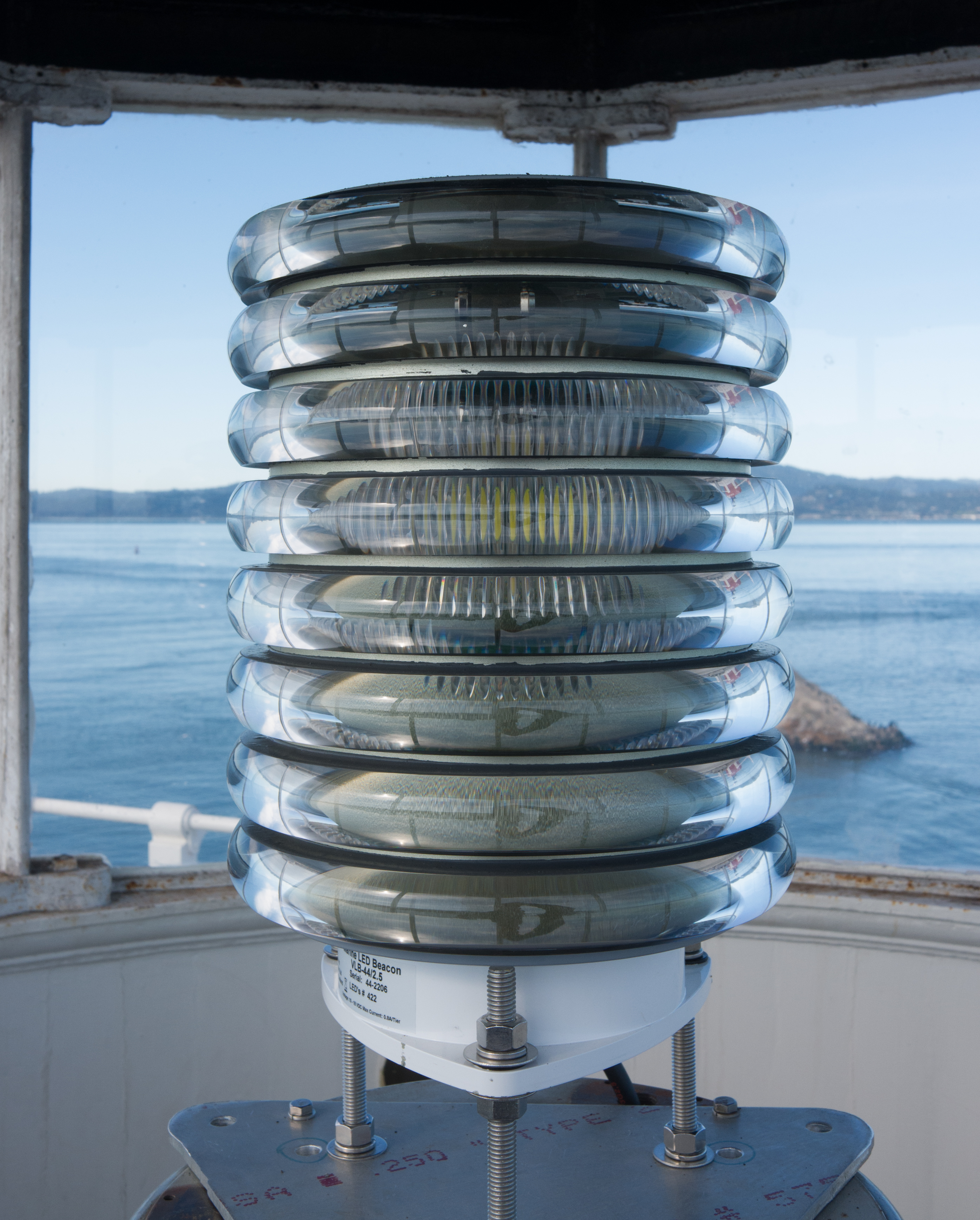
Heute im Einsatz befindliches LED-Leuchtfeuer.

Im Jahr 1880 beschloss das Lighthouse Board, die Kennung von East Brother zu verändern. Die Taktung des Lichtsignals wurde von „Blitz“ (Licht kürzer als Dunkel, Blitz < 2s) auf „Fest“ (Dauerfeuer) umgestellt. Im Zuge dieser Umstellung ließ das Lighthouse Board eine Fresnel-Linse vierter Ordnung im Leuchtturmgebäude installieren. Gleichzeitig wurde die bisher mit einer speziellen Form von Schweinefett betriebene Lampe durch eine Petroleumlampe ersetzt. Dies hatte den Vorteil, dass Petroleumlampen länger brannten; zudem war der Betrieb mit Petroleum günstiger.
Nachts wachten die Leuchtturmwärter im Schichtbetrieb über die ordnungsgemäße Funktion des Lichtsignals. Sie betätigten dazu einen uhrwerkartigen Aufzug, der die Rotation der Linse sicherstellte. Darüber hinaus bestand ihre Aufgabe darin, die Glasscheiben der Linse regelmäßig mit einem Tuch abzuwischen, um Feuchtigkeit abzuhalten. Bei Sonnenaufgang drehten die Wärter den Docht herunter und bereiteten die Linse für die nächste Nacht vor. Hierzu entstaubten sie die Linse mit einer Federbürste und rieben die Glasscheiben anschließend mit einem weichen Leinentuch ab. Falls die Linse mit Öl verschmutzt war, musste sie mit einer Essiglösung gereinigt werden. Bei ihrer Arbeit trugen die Leuchtturmwärter einen Leinenschurz, um das empfindliche Glas nicht durch die Knöpfe ihrer Kleidung zu verkratzen.
Die Leuchtturmwärter waren auch für Wartung und Betrieb des Nebelhorns zuständig, dieses wurde über einen kohlebefeuerten Dampfkessel betrieben. Wasser aus den Frischwassertanks wurde erhitzt und der unter Druck stehende Wasserdampf dann in regelmäßigen Abständen in das auf dem Dach des Nebelhorngebäudes angebrachte Horn geleitet. Durch eine automatische Vorrichtung ertönte ein vier und acht Sekunden dauernder Signalton alle vierundzwanzig Sekunden. Schiffskapitäne konnten dieses charakteristische Signal von East Brother von anderen Nebelhörnern unterscheiden und sich auf diese Weise bei Nebel und schlechter Sicht orientieren.
Da es rund 45 Minuten dauerte, genügend Dampf für die Einsatzbereitschaft des Nebelhorns zu erzeugen, musste diese Zeit überbrückt werden. Zu diesem Zweck ließ das Lighthouse Board im April 1878 eine große Nebelglocke auf East Brother Island installieren. Falls Nebel unerwartet auftrat, musste einer der Leuchtturmwärter bis zur Inbetriebnahme des Nebelhorns diese Glocke in fünfzehnsekündigem Abstand läuten, während einer seiner Kollegen den Dampfkessel aufheizte.

### Erweiterungen zu Beginn des 20. Jahrhunderts

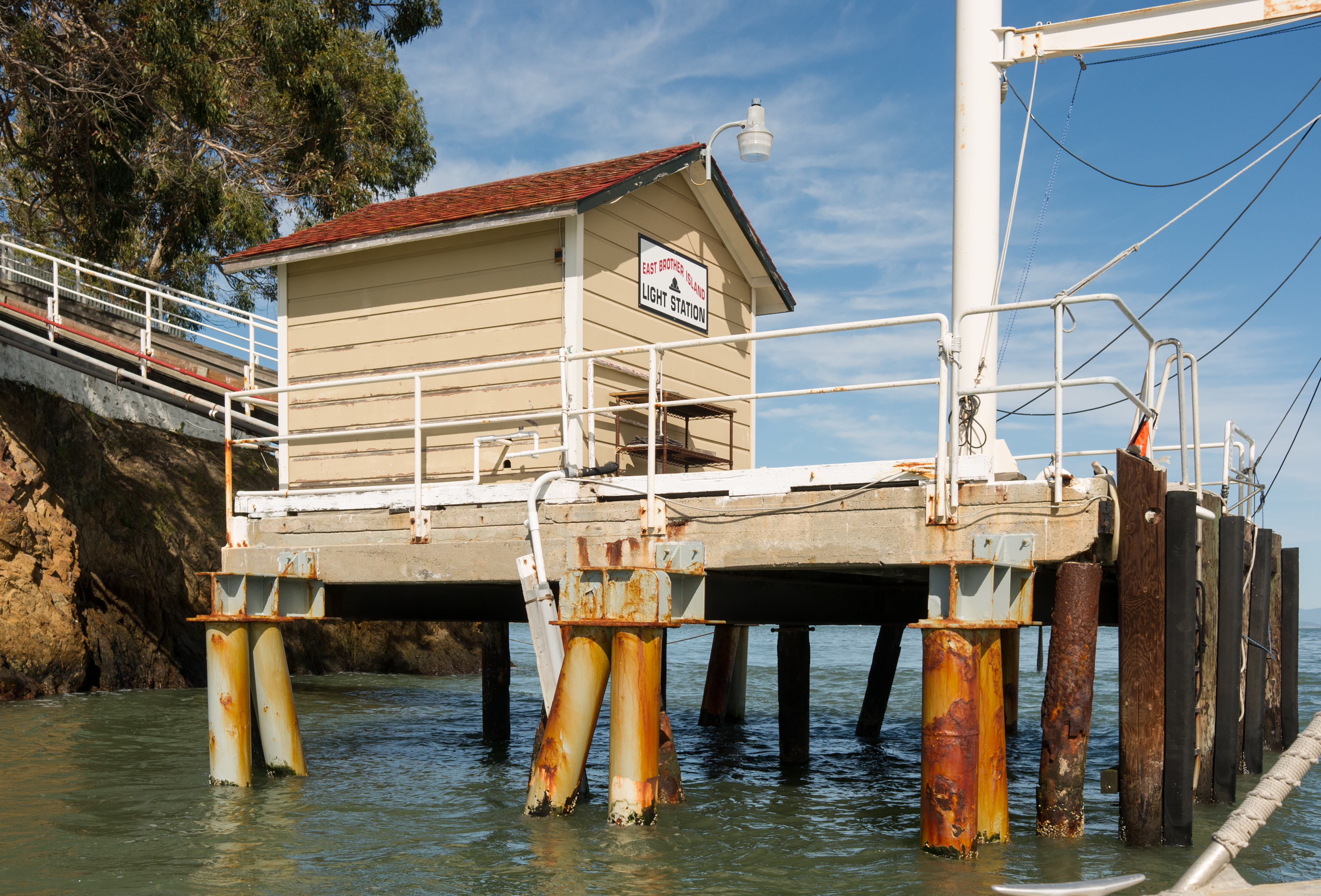
Der Bootsanleger im Osten der Insel in seiner heutigen Form. In der linken oberen Bildhälfte ist ein Teil der abschüssigen Laderampe zu sehen, über die Waren mit Hilfe einer Seilwinde auf die Insel gezogen werden können.

Mit dem Bau einer in Richmond angesiedelten Erdöl-Raffinerie durch die Standard Oil Company im Jahr 1901 (der heutigen Chevron Richmond Refinery) nahm die Bedeutung des Leuchtturms auf East Brother Island noch einmal zu, auch eine südlich von Point San Pablo errichtete Fabrik für die Weinerzeugung und -abfüllung durch die California Wine Association im Jahr 1909 und das damit steigende Verkehrsaufkommen erhöhte den Bedarf an Sicherheit im Schiffsverkehr. Darüber hinaus ließ das dramatische Wachstum Richmonds – zwischen 1901 und 1917 wuchs dessen Einwohnerzahl von 200 auf 23.000 – die Zahl an Post- und Passagierschiffen steigen.
Die erste in diesem Zusammenhang vorgenommene Erweiterung der Leuchtturmanlage war die Installation zweier zusätzlicher Frischwassertanks in den Jahren 1903 und 1910. Mit Hilfe der Dampfmaschine im Nebelhorngebäude konnte Wasser von der Zisterne in die Tanks gepumpt werden, was zum einen die Speichermöglichkeiten erweiterte, zum anderen aber auch die jährlich im September anstehende Reinigung der Zisterne erleichterte.
Im Juli 1903 wurde zudem die Bootsanlegestelle verlegt. Dazu wurde der bisher im Norden gelegene Anleger aufgegeben und im Osten der Insel ein neuer gebaut. Der neue Anleger umfasste einen Ladebaum, ein Bootshaus sowie eine motorgetriebene Seilwinde, mit der schwere Güter die abschüssige Rampe zur Insel hochgezogen werden konnten.
Das San-Francisco-Erdbeben von 1906 hinterließ auch auf East Brother Island seine Spuren. Der damalige Leuchtturmwärter John Stenmark, der seit 1894 für East Brother Light zuständig war, schrieb am 18. April in sein Logbuch: „Ein schweres Erdbeben diesen Morgen um 5 Uhr 15. Die Linsen des Leuchtturms [sind] zerstört und Glasgeschirr zerbrach und alles aus Glas zerbrach. Türen öffneten sich von selbst und die gesamte Insel erbebte. Alle Linsen zerbrachen.“

### Erneute Umrüstung der Lampe und Sparmaßnahmen in den 1920ern
Im Juni 1912 ließ das Lighthouse Board die bisher im Gebrauch befindliche Petroleumlampe durch eine Starklichtlampe (engl. Incandescent Oil Vapor Lamp oder kurz I.O.V.) ersetzen. Bei diesem Lampentyp wurde das Öl vor der Verbrennung in einem Vergaser verdampft, wobei eine erheblich hellere Flamme erzeugt wird als bei einer gewöhnlichen Petroleumlampe. Neben der besseren Lichtausbeute war die I.O.V. auch sparsamer und so wurden in den ersten Jahrzehnten des 20. Jahrhunderts alle bedeutenderen Leuchttürme in den Vereinigten Staaten mit der neuen Lampentechnik ausgerüstet. Im Juli 1912 war East Brother Light einer von 27 Leuchttürmen an der kalifornischen Pazifikküste, die mit dem neuen Lampentyp versehen waren.
Im Zuge der Lampenaufrüstung beschloss das Lighthouse Board erneut, die Kennung der East Brother Light Station zu ändern. Um eine bessere Unterscheidbarkeit von anderen Leuchttürmen zu gewährleisten, wurde die Kennung von „Fest“ (Dauerfeuer) auf „Unterbrochen“ (Lichtintervalle länger als Dunkelphasen) umgestellt. Von nun an blinkte East Brother mit einer Taktung von „Licht siebeneinhalb Sekunden, Dunkel zweieinhalb Sekunden“. Gleichzeitig stieg die Lichtintensität durch die Verwendung der neuen Lampe von 520 auf 2.900 Kerzenstärken.
Die angespannte Wirtschaftslage in den Vereinigten Staaten erforderte 1925 Sparmaßnahmen für den Betrieb des Leuchtturms. Von nun an betätigten die Leuchtturmwärter bei Nebel anstelle des dampfgetriebenen Nebelhorns zwischen April und September lediglich die Nebelglocke. Diese wurde inzwischen von einem Uhrwerk angetrieben, das alle 15 Sekunden einen Hammer in Bewegung setzte.

### Die Elektrifizierung im Jahr 1934
Die größte Änderung in der ersten Hälfte des 20. Jahrhunderts war jedoch die Elektrifizierung der East Brother Light Station im Jahr 1934. Ein unterseeisches Kabel versorgte die Insel vom Festland aus mit Strom. Im Zuge dieser Umstellung wurde auch die Optik erneut ausgetauscht. Anstelle der Starklichtlampe kam von nun an eine 500-Watt-Glühbirne zum Einsatz, die eine Leuchtkraft von 13.000 Kerzenstärken erreichte. Ein elektrisch betriebener Zeittaktgeber schaltete die Birne alle zehn Sekunden für zwei zweisekündige Blinksignale an und dann wieder aus.

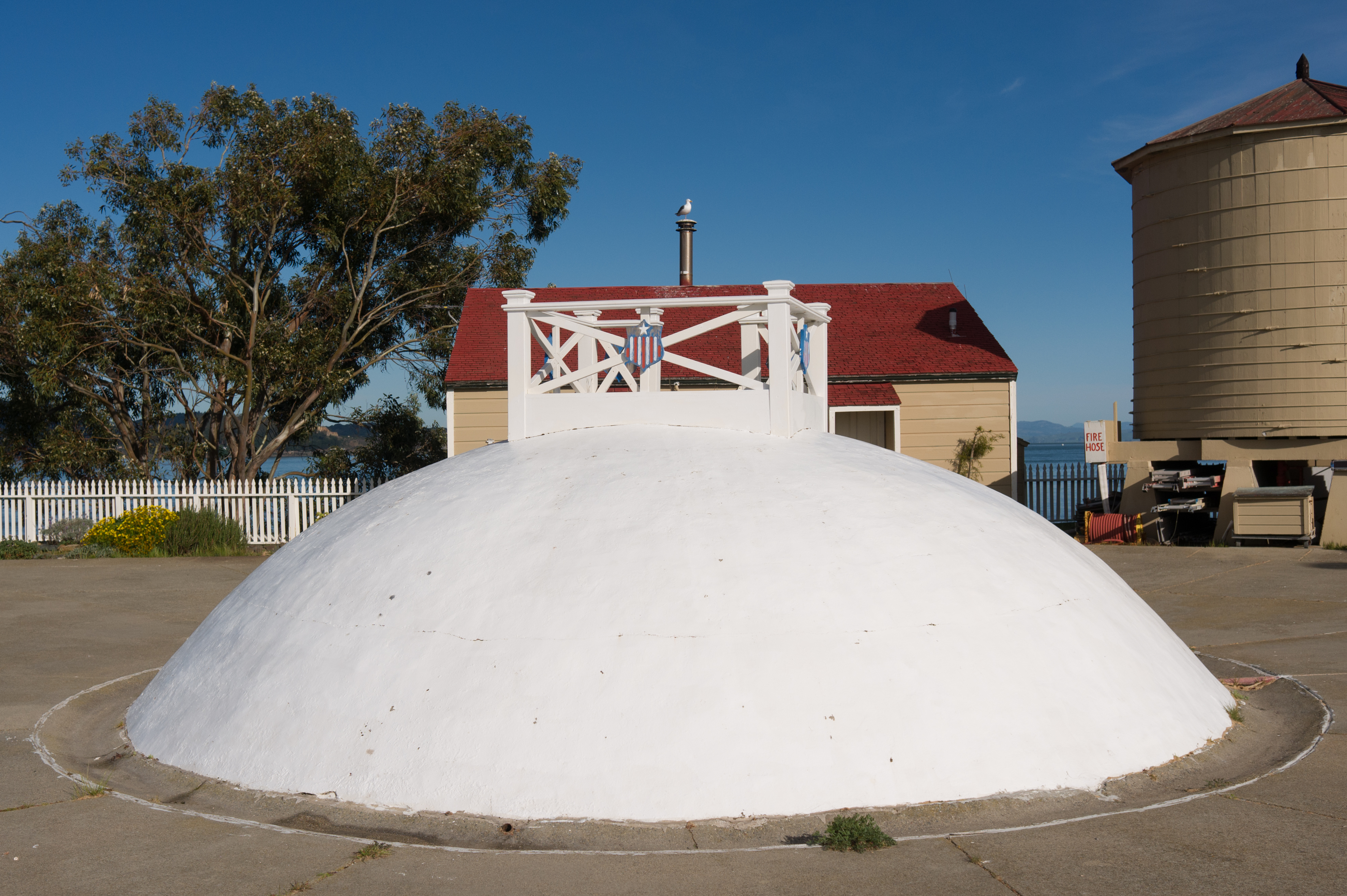
In der Zisterne wurde Wasser für den Betrieb des dampfbetriebenen Nebelhorns gesammelt.
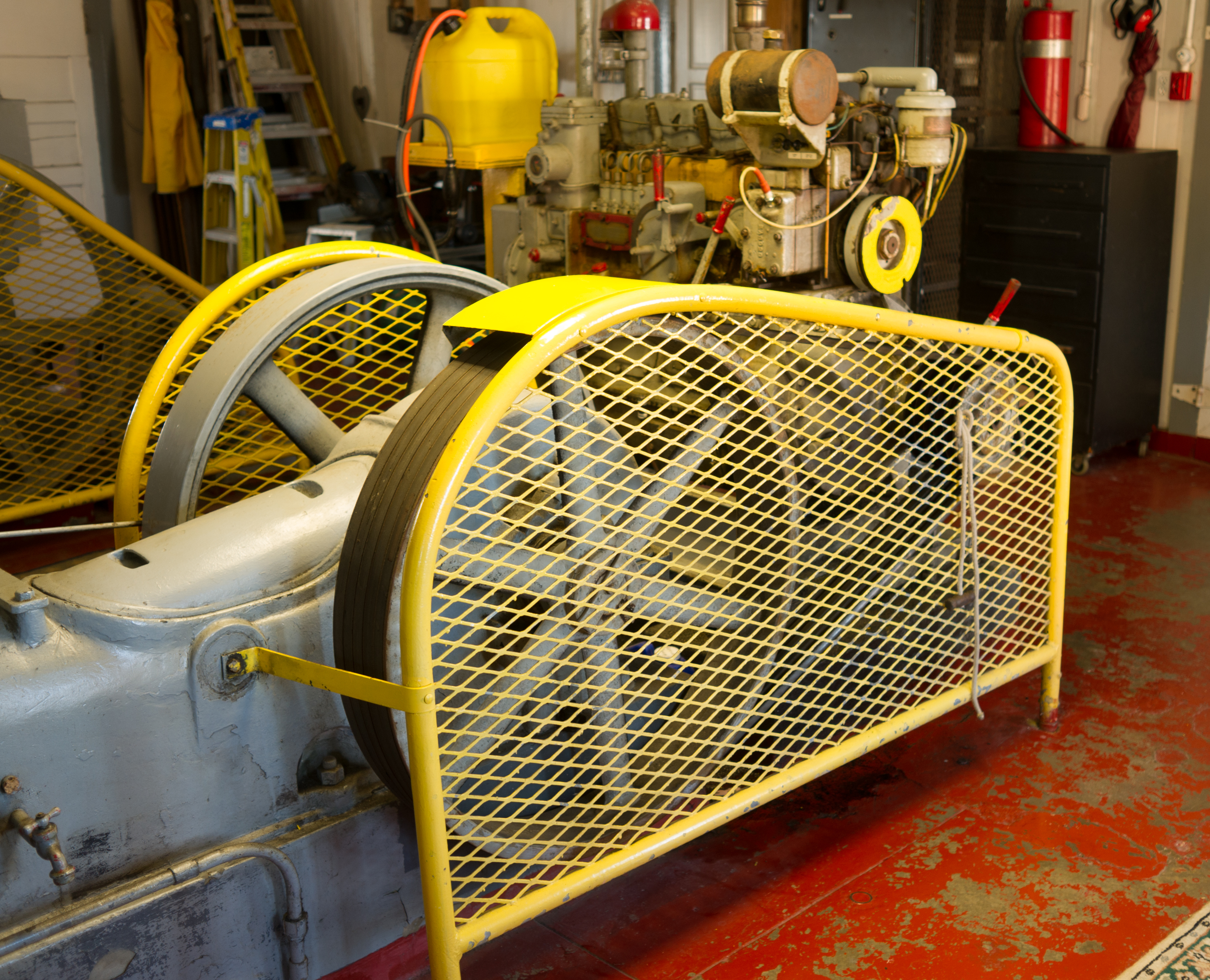
Dieselaggregat für die Erzeugung von Druckluft bei Stromausfällen.
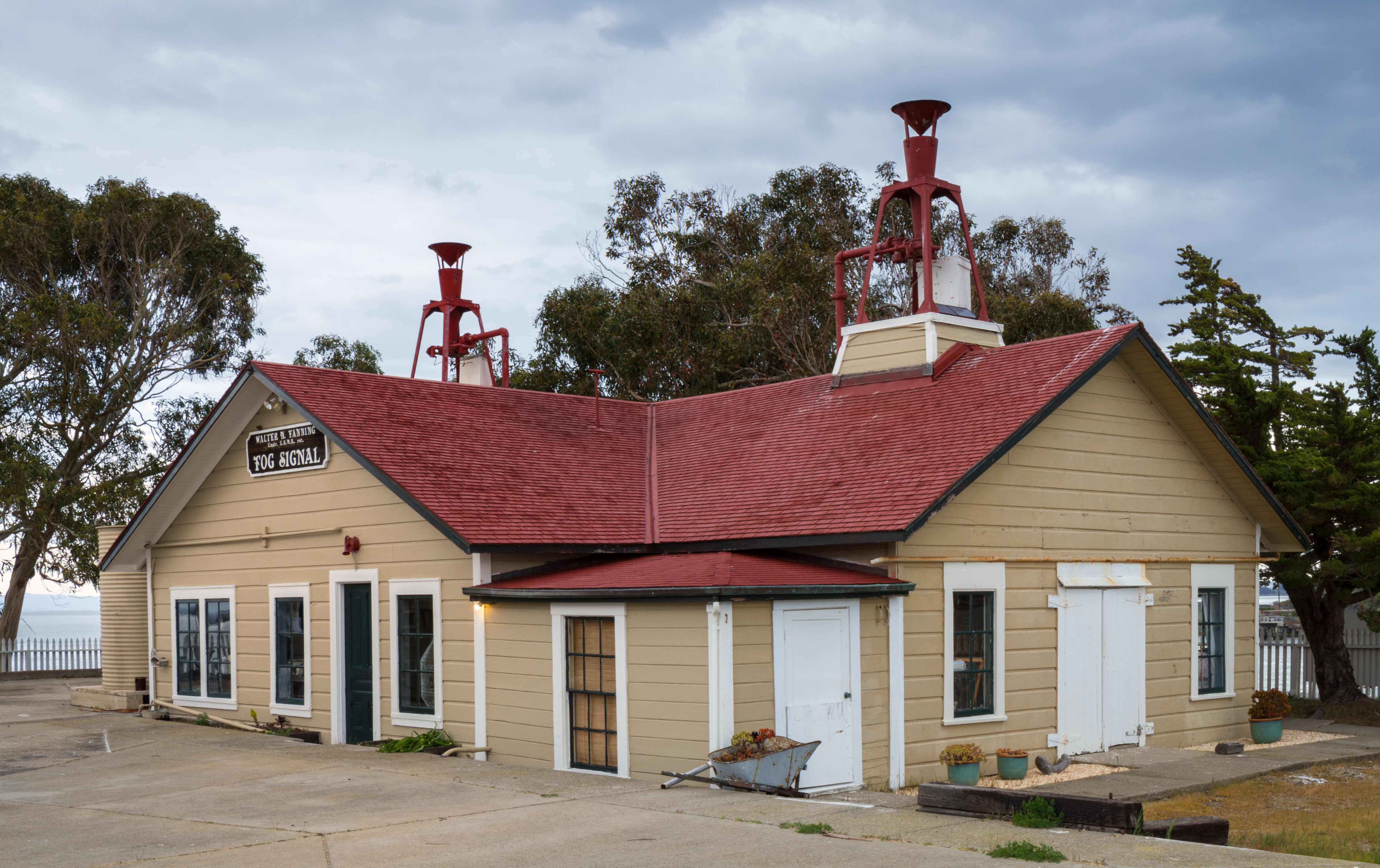
Nebelhorngebäude von East Brother.
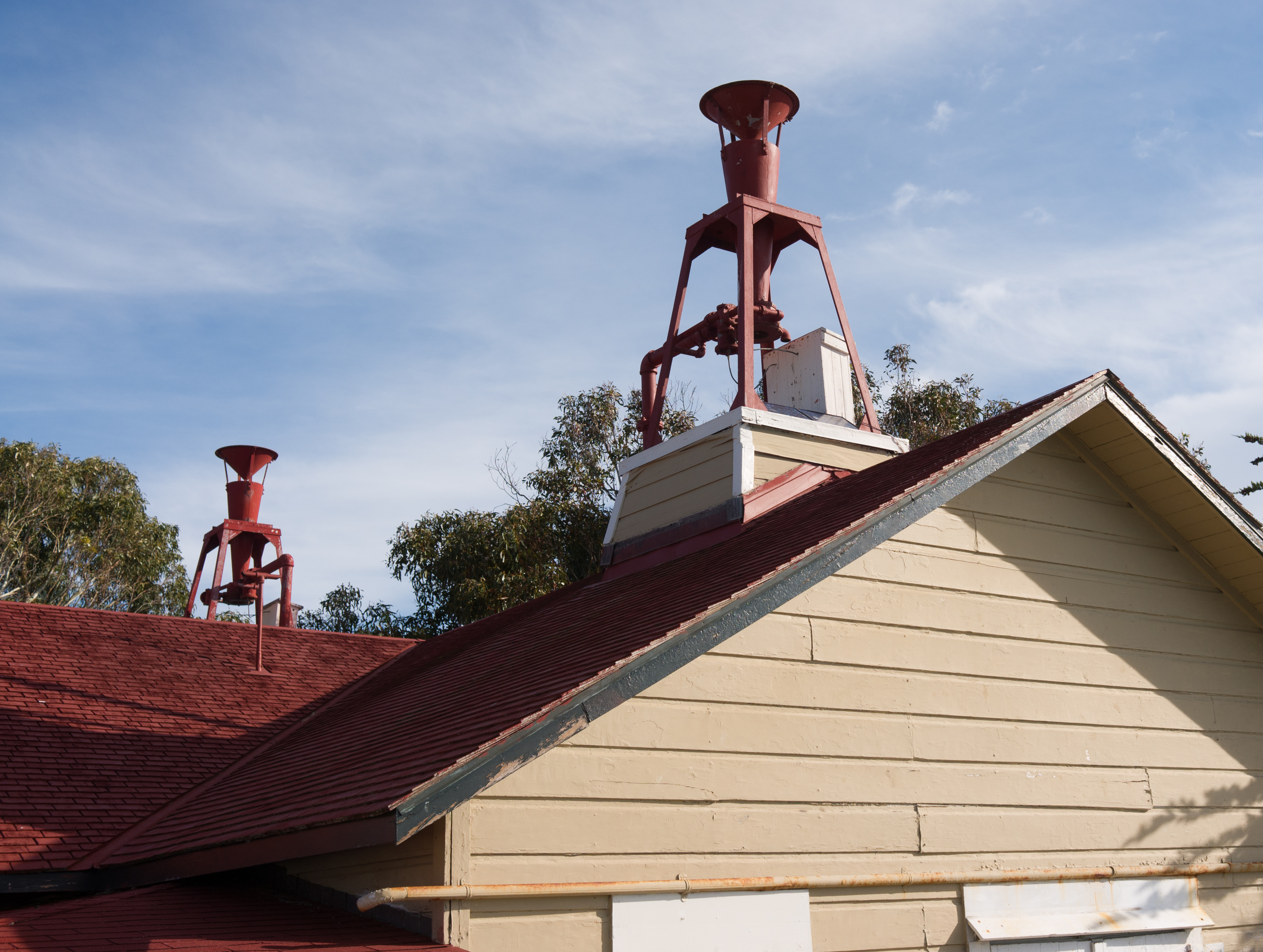
Diaphone auf dem Dach des Nebelhorngebäudes.
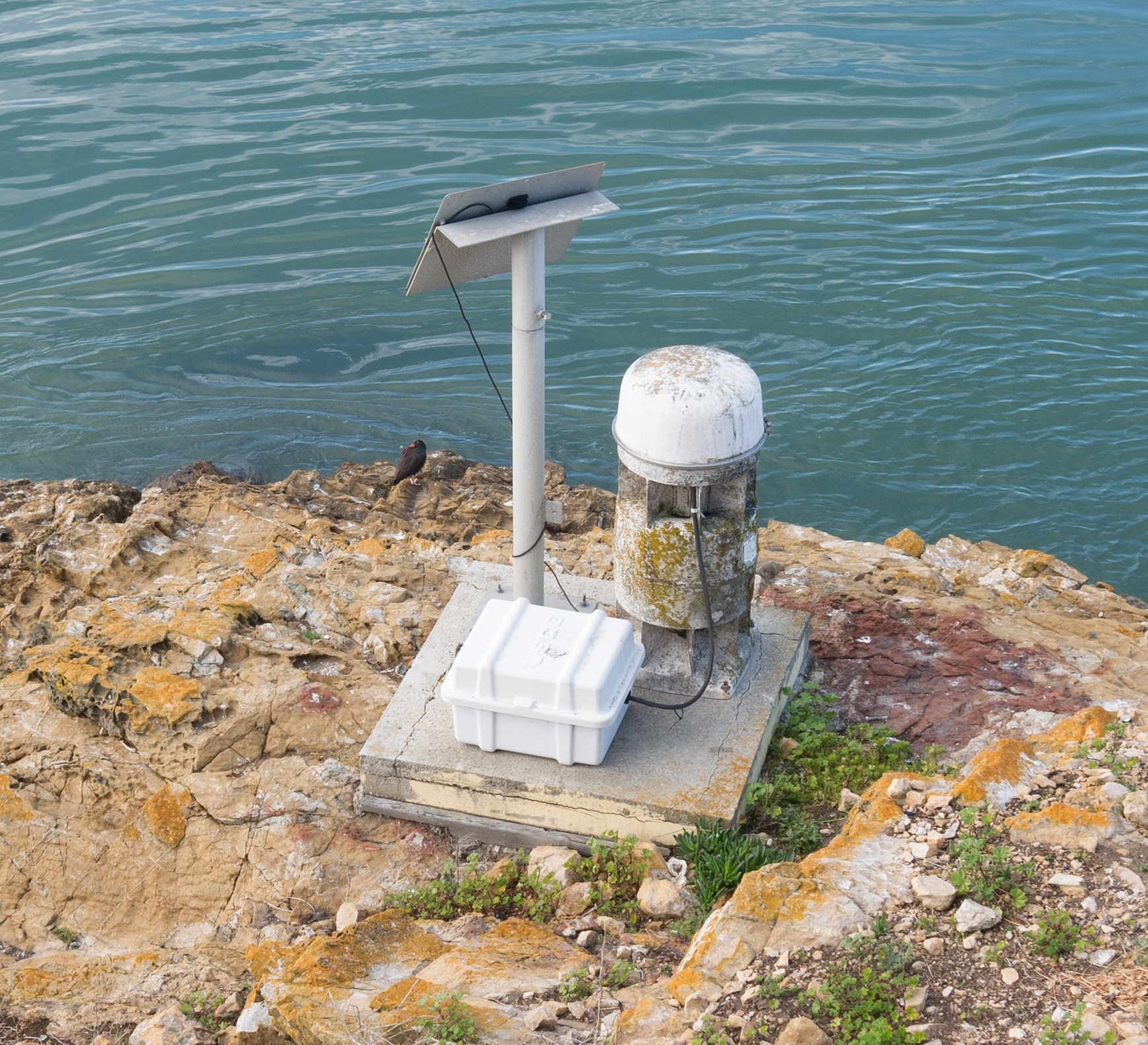
Zwischen 1. Oktober und 1. April in Gebrauch befindliches elektrisches Nebelhorn der Coast Guard am Rande der Insel.

Im gleichen Jahr wurde das dampfbetriebene Nebelhorn durch ein Diaphon ersetzt. Dabei handelt es sich um ein druckluftbetriebenes Nebelhorn, das nach dem Abschalten der Tonerzeugung noch nachklingt und dabei ein für Diaphone charakteristisches „Grunzen“ erzeugt. Das Diaphon hatte den Vorteil, dass sein Klang nicht – wie es noch beim dampfbetriebenen Nebelhorn der Fall war – mit einer Schiffssirene verwechselt werden konnte. Darüber hinaus dauerte es nur wenige Minuten, das Signal einsatzbereit zu machen. Ein Elektromotor trieb den Kompressor an, der Druckluft für das Diaphon erzeugte. Bei Stromausfällen konnte die Druckluft für das Diaphon mit einem Dieselaggregat erzeugt werden.

### Automatisierung und Restaurierung
Mit der Übernahme der Aufgaben des Bureau of Lighthouses (der Nachfolgeinstitution des Lighthouse Board) durch die United States Coast Guard im Jahr 1939 ging auch die Ära des zivilen Betriebs der East Brother Light Station zu Ende. Vier Jahre später wurde Willard Miller, der letzte zivile Leuchtturmwärter von East Brother Light, pensioniert. Unter dem Druck steigender Lohnkosten in den 1960er Jahren beschlossen die Verantwortlichen der Küstenwache, die meisten der insgesamt 400 unter ihrer Aufsicht stehenden Leuchttürme auf Automatikbetrieb umzustellen. Die in einer Bekanntmachung aus dem Jahr 1967 veröffentlichten Pläne für East Brother Light sahen vor, die historischen Gebäude durch ein leichter zu wartendes Bauwerk – etwa in Form eines Stahl- oder Zementturmes – zu ersetzen. Gegen diese Pläne regte sich bei einer Gruppe von Bürgern aus Contra Costa County Widerstand. Auf ihren Appell hin gab die Küstenwache nach und erhielt bei der Überführung von East Brother Light in den Automatikbetrieb im Juli 1969 die historischen Gebäude. Auf eine im Frühjahr 1970 angelaufene Medienkampagne des Contra Costa Shoreline Parks Committee hin wurde die Leuchtturmanlage schließlich am 12. Februar 1971 in das National Register of Historic Places aufgenommen und steht damit seither als Kulturdenkmal unter Schutz.
Im Jahr 1979 gründete eine Gruppe von Bürgern aus Richmond eine gemeinnützige Organisation, die sich die Restaurierung und Pflege des Leuchtturms zur Aufgabe machte. Unterstützt durch Spenden und einen Zuschuss des Innenministeriums der Vereinigten Staaten in Höhe von 67.000 Dollar, begannen Freiwillige gegen Ende 1979 mit den Restaurierungsarbeiten. Insgesamt beteiligten sich rund 300 Helfer an dem von Ehrenamtlichen geleiteten Projekt. Anhand alter Fotografien und durch die Analyse von Farbresten wurden die Gebäude auf East Brother Island originalgetreu wieder instand gesetzt. Im November 1980 und damit weniger als ein Jahr nach Beginn der Arbeiten waren die Restaurierungsmaßnahmen abgeschlossen. 

## Heutige Nutzung

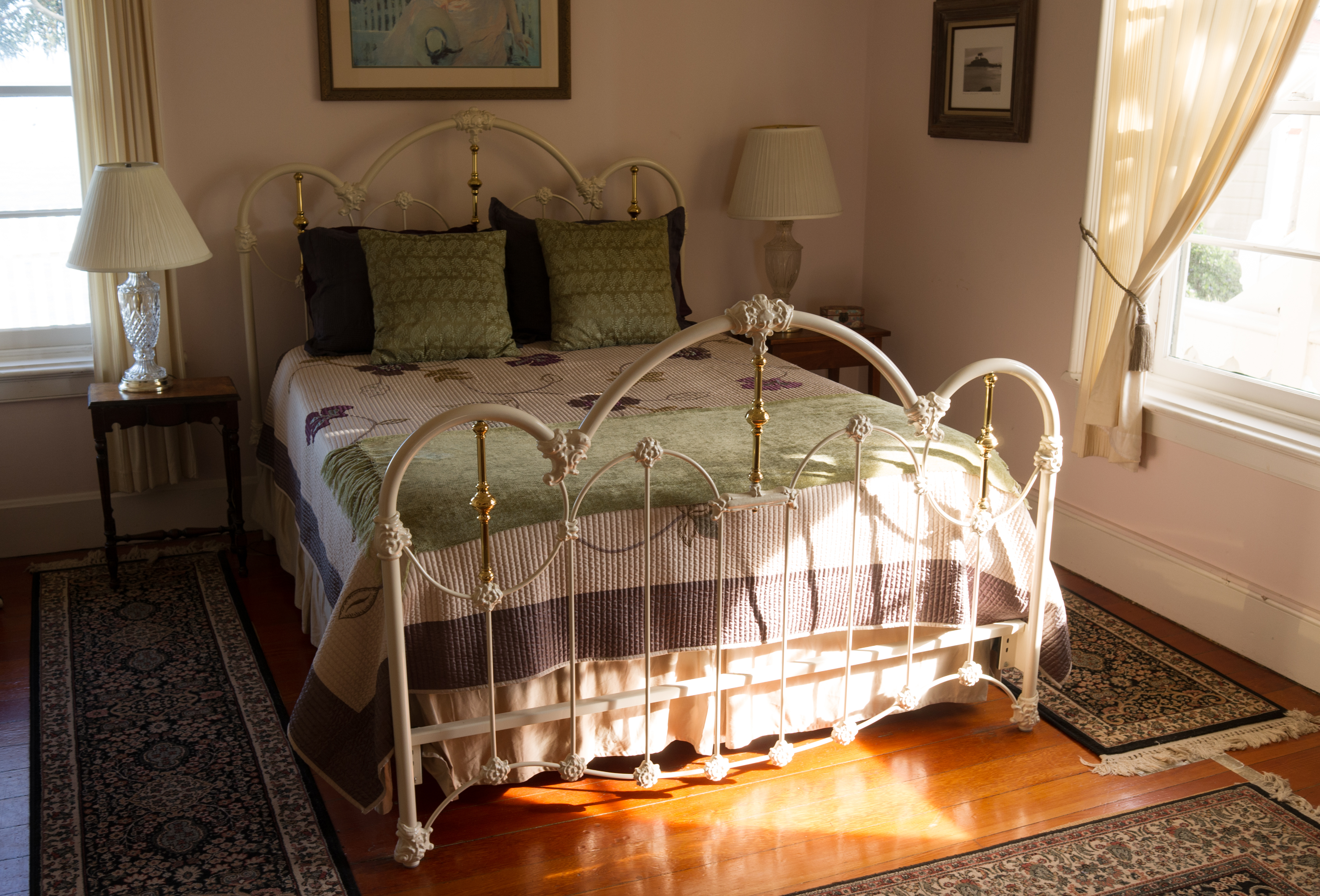
Eines der Gästezimmer im Leuchtturmgebäude.

Seit 1980 wird die East Brother Light Station als Bed and Breakfast genutzt. Gäste können entweder eine Tagestour zur Insel oder Übernachtungen mit Abendessen und Frühstück buchen. Sie werden hierzu mit einem Motorboot in der Marina von Point San Pablo abgeholt und auf die kleine Insel gebracht. Dort können sie dann eine Tour durch die historischen Gebäude unternehmen und erhalten eine Einführung in die Geschichte und den Betrieb des Leuchtturms. Für Tagesgäste steht East Brother Island nur in den Sommermonaten offen. Übernachtungsgästen des Bed and Breakfast stehen die Duschen lediglich bei einer Buchung von mehr als einer Nacht zur Verfügung, da das Frischwasser von East Brother Light wie ehedem über die Regensammelanlage gewonnen wird und damit begrenzt ist. Alle Gäste müssen bestimmten physischen Anforderungen genügen, da der Zugang zur Insel über eine steile Leiter am Bootsanlegesteg erfolgt.
Das Bed and Breakfast wird von einem Ehepaar bewirtschaftet, dessen Aufgabe es ist, für den Transport der Gäste zu sorgen, den Pensionsbetrieb aufrechtzuerhalten, Mahlzeiten zu kochen und Besichtigungstouren zu leiten. Darüber hinaus verkaufen die Innkeeper in einem kleinen Laden Bücher und Andenken, wobei ein Teil der Erlöse dem Erhalt des Leuchtturms zugutekommt.